# Чермакова, Йиржина
Йиржина Чермакова (до замужества — Храбетова) (чеш. Jiřina Čermáková (Hrabětová), 17 ноября 1944, Прага, Протекторат Богемии и Моравии — 17 ноября 2019) — чехословацкая хоккеистка (хоккей на траве), полевой игрок. Серебряный призёр летних Олимпийских игр 1980 года.

## Биография
Родилась 17 ноября 1944 года в Праге.
Играла в хоккей на траве за «Славой Вышеград» из Праги.
В 1980 году в составе женской сборной Чехословакии по хоккею на траве на летних Олимпийских играх в Москве завоевала серебряную медаль. Играла в поле, провела 5 матчей, забила 3 мяча в ворота сборной Австрии.
После окончания игровой карьеры работала тренером.
Умерла 17 ноября 2019 года после тяжёлой продолжительной болезни.

## Семья
Муж Петр, дочь Петра, внуки Йоханка и Тонда.